# R/wallstreetbets
r/wallstreetbets, còn được gọi là WallStreetBets hoặc WSB, là một subreddit nơi những người tham gia thảo luận về giao dịch cổ phiếu và quyền chọn. Trang subreddit này đã trở nên đáng chú ý vì ngôn ngữ tục tĩu, chiến lược giao dịch tích cực và vai trò trong đợt bán non cổ phiếu GameStop mà đã gây ra thiệt hại cho các lệnh bán khống trong các công ty Hoa Kỳ với tổng số tiền lỗ lên tới 70 tỷ đô la Mỹ trong vài ngày đầu năm 2021.

## Tổng quan
Subreddit này đã tự mô tả bản thân thông qua các khẩu hiệu "Giống như 4chan tìm thấy một thiết bị đầu cuối Bloomberg ", được biết đến với chiến lược kinh doanh tích cực của nó, mà chủ yếu xoay quanh giao dịch tùy chọn mang tính đầu cơ cao với đòn bẩy. Các thành viên của subreddit này thường là các nhà đầu tư và thương nhân bán lẻ trẻ tuổi bỏ qua các phương pháp đầu tư cơ bản và kỹ thuật quản lý rủi ro, vì vậy hoạt động của họ bị coi là cờ bạc. Sự phổ biến ngày càng tăng của các nhà môi giới không có hoa hồng và giao dịch trực tuyến trên thiết bị di động có khả năng góp phần vào sự phát triển của các xu hướng giao dịch như vậy. Các thành viên của cộng đồng này thường coi giao dịch trong ngày có rủi ro cao là cơ hội để nhanh chóng cải thiện điều kiện tài chính của họ và có thêm thu nhập. Một số thành viên có xu hướng sử dụng vốn đi vay, chẳng hạn như khoản vay của sinh viên, để đặt cược vào một số " meme stocks " có mức độ phổ biến trong cộng đồng.
Subreddit này cũng được biết đến với tính chất thô tục và vị thành niên của nó, với các thành viên thường tự gọi mình là " kẻ tự kỷ " và "kẻ thoái hóa". Người dùng cũng thường xuyên sử dụng tiếng lóng như "stonks" cho cổ phiếu, "tendies" cho lợi nhuận, " gay bears" cho những người mong đợi cổ phiếu giảm giá, cho những người bán khống cổ phiếu hoặc như một sự xúc phạm chung, "DD" để phân tích giao dịch tiềm năng (từ "thẩm định"), "bao" cho một giao dịch có vị trí đã giảm giá trị nghiêm trọng và "tay kim cương" hoặc "tay giấy" tương ứng khi một nhà giao dịch nắm giữ cổ phiếu hoặc giao dịch sớm.

## Lịch sử

### Sự kiện bán non cổ phiếu GameStop
Vào ngày 22 tháng 1 năm 2021, người dùng r/WallStreetBets đã bắt đầu một đợt mua vào trên cổ phiếu GameStop, đẩy giá cổ phiếu của công lên đáng kể. Điều này xảy ra ngay sau khi một bình luận từ Citron Research dự đoán giá trị cổ phiếu sẽ giảm. Giá cổ phiếu đã tăng hơn 600% vào ngày 26 tháng 1 và sự biến động cao của nó khiến giao dịch bị tạm dừng nhiều lần.
Vào ngày 24 tháng 1, một người điều hành của r/WallStreetBets đã viết một bài đăng nêu rõ: "KHÔNG có nỗ lực có tổ chức nào của những người [trong số] chúng tôi, những người kiểm duyệt cộng đồng này để quảng bá, tư vấn hoặc giới thiệu bất kỳ cổ phiếu nào. Việc làm như vậy là vi phạm chính sách của chúng tôi và chúng tôi cảm thấy điều quan trọng là phải cho phép các thành viên có thể chia sẻ ý tưởng của họ với nhau một cách tự chủ. " 
Sau khi cổ phiếu GameStop đóng cửa tăng 92,7% vào thứ Ba, ngày 26 tháng 1, ông trùm kinh doanh Elon Musk đã tweet một liên kết đến r/WallStreetBets subreddit.